# Subang
Subang este un oraș din Indonezia.